# JCSAT-17
O JCSAT-17 é um satélite de comunicação geoestacionário japonês construído pela Lockheed Martin. Ele está localizado na posição orbital de 110 graus de longitude leste e é operado pela SKY Perfect JSAT Corporation. O satélite foi baseado na plataforma A2100 (modernizada) e sua expectativa de vida útil é de 15 anos ou mais.

## História
O satélite foi encomendado a Lockheed Martin em fevereiro de 2016. Ele transporta uma carga útil de comunicações móveis de banda S incluindo um processador flexível que permite a SJC redirecionar a capacidade para atender em esforços de socorro ou outros eventos de urgências. Além disso, o satélite também leva uma capacidade de banda C e outra de banda Ku para prestar serviços a Ásia Oriental e o Japão.

## Lançamento
O satélite foi lançado com sucesso ao espaço em 18 de fevereiro de 2020, às 22:19:00 UTC, por meio de um veículo Ariane 5 ECA+, a partir do Centro Espacial de Kourou, na Guiana Francesa, juntamente com o satélite GEO-Kompsat 2B.